# Dayton Metropolitans 1937-1938
La stagione 1937-38 dei Dayton Metropolitans fu l'unica nella NBL per la franchigia.
I Dayton Metropolitans arrivarono settimi nella Western Division con un record di 2-11, non qualificandosi per i play-off.

## Roster
| N° | Naz.                   | Ruolo | Sportivo        | Anno | Alt. | Peso |
| -- | ---------------------- | ----- | --------------- | ---- | ---- | ---- |
|    | Stati Uniti (bandiera) | A     | Bobby Colburn   | 1911 | 178  | 86   |
|    | Stati Uniti (bandiera) | G     | Lou Rutter      | 1914 | 188  | 82   |
|    | Stati Uniti (bandiera) | AC    | Glenn Roberts   | 1912 | 196  | 91   |
|    | Stati Uniti (bandiera) | A     | Clovis Stark    | 1914 | 193  | 79   |
|    | Stati Uniti (bandiera) | C     | Bill Hosket     | 1911 | 196  |      |
|    | Stati Uniti (bandiera) | GA    | Howard Stammler | 1911 | 178  | 70   |
|    | Stati Uniti (bandiera) | G     | Curt McMahon    | 1915 | 183  | 68   |
|    | Stati Uniti (bandiera) | G     | Bud Moodler     | 1912 | 191  | 98   |
|    | Stati Uniti (bandiera) | A     | Glenn Schlechty | 1912 | 198  | 84   |
|    | Stati Uniti (bandiera) | A     | Wyman Roberts   | 1915 | 180  | 73   |
|    | Stati Uniti (bandiera) | C     | Norm Wagner     | 1912 | 196  | 91   |
|    | Stati Uniti (bandiera) | G     | Beryl Drummond  | 1918 | 185  | 84   |
|    | Stati Uniti (bandiera) |       | Orlyn Roberts   | 1916 |      |      |

## Staff tecnico
Allenatore: Bill Hosket